# Ahmed Iljazovski
Ahmed Iljazovski (in macedone Ахмед Илјазовски?; Hellerup, 31 luglio 1997) è un calciatore macedone con cittadinanza danese, difensore dell'Hvidovre e della nazionale macedone.

## Biografia
È nato in Danimarca da genitori macedoni ed è in possesso di entrambe le cittadinanze.

## Caratteristiche tecniche
Gioca come terzino destro.

## Carriera

### Club
Iljazovski è cresciuto nel settore giovanile dell'Hellerup, ed ha iniziato la sua carriera nel gennaio del 2016 all'Herlev, dove si trovava in prestito. Negli anni successivi ha giocato con Hellerup, Brønshøj e Skovshoved fino all'approdo allo Hvidovre nel 2019.
Al termine della stagione 2022-2023 ha conquistato la promozione in Superligaen, dove ha debuttato il 21 luglio 2023 nell'incontro perso 1-0 contro il Midtjylland.

### Nazionale
Ha debuttato con la nazionale macedone il 9 settembre 2023 giocando gli ultimi minuti dell'incontro di qualificazione per Euro 2024 pareggiato 1-1 contro l'Italia.

## Statistiche

### Presenze e reti nei club
Statistiche aggiornate al 21 marzo 2024.
| Stagione        | Squadra         | Campionato      | Campionato | Campionato | Coppe nazionali | Coppe nazionali | Coppe nazionali | Coppe continentali | Coppe continentali | Coppe continentali | Altre coppe | Altre coppe | Altre coppe | Totale | Totale | Totale |
| Stagione        | Squadra         | Comp            | Pres       | Reti       | Comp            | Pres            | Reti            | Comp               | Pres               | Reti               | Comp        | Pres        | Reti        | Pres   | Reti   |        |
| --------------- | --------------- | --------------- | ---------- | ---------- | --------------- | --------------- | --------------- | ------------------ | ------------------ | ------------------ | ----------- | ----------- | ----------- | ------ | ------ | ------ |
| geb.-giu. 2016  | Herlev          | 3D              | 5          | 0          | CD              | 0               | 0               |                    | -                  | -                  |             | -           | -           | 5      | 0      |        |
| 2016-2017       | Hellerup        | 2D              | 25         | 0          | CD              | 2               | 0               |                    | -                  | -                  |             | -           | -           | 27     | 0      |        |
| 2017-2018       | Hellerup        | 2D              | 21         | 0          | CD              | 2               | 0               |                    | -                  | -                  |             | -           | -           | 23     | 0      |        |
| 2018-2019       | Brønshøj        | 2D              | 14         | 0          | CD              | 0               | 0               |                    | -                  | -                  |             | -           | -           | 14     | 0      |        |
| 2019-2020       | Skovshoved      | 2D              | 22         | 0          | CD              | 1               | 0               |                    | -                  | -                  |             | -           | -           | 23     | 0      |        |
| 2020-2021       | Hvidovre        | 1D              | 24         | 3          | CD              | 1               | 0               |                    | -                  | -                  |             | -           | -           | 25     | 3      |        |
| 2021-2022       | Hvidovre        | 1D              | 27         | 1          | CD              | 4               | 0               |                    | -                  | -                  |             | -           | -           | 31     | 1      |        |
| 2022-2023       | Hvidovre        | 1D              | 23         | 1          | CD              | 1               | 0               |                    | -                  | -                  |             | -           | -           | 24     | 1      |        |
| 2023-2024       | Hvidovre        | SL              | 20         | 0          | CD              | 1               | 0               |                    | -                  | -                  |             | -           | -           | 21     | 0      |        |
| Totale carriera | Totale carriera | Totale carriera | 181        | 5          |                 | 12              | 0               |                    | -                  | -                  |             | -           | -           | 193    | 5      |        |

### Cronologia presenze e reti in nazionale
| Cronologia completa delle presenze e delle reti in nazionale ― Macedonia del Nord | Cronologia completa delle presenze e delle reti in nazionale ― Macedonia del Nord | Cronologia completa delle presenze e delle reti in nazionale ― Macedonia del Nord | Cronologia completa delle presenze e delle reti in nazionale ― Macedonia del Nord | Cronologia completa delle presenze e delle reti in nazionale ― Macedonia del Nord | Cronologia completa delle presenze e delle reti in nazionale ― Macedonia del Nord | Cronologia completa delle presenze e delle reti in nazionale ― Macedonia del Nord | Cronologia completa delle presenze e delle reti in nazionale ― Macedonia del Nord |
| Data                                                                              | Città                                                                             | In casa                                                                           | Risultato                                                                         | Ospiti                                                                            | Competizione                                                                      | Reti                                                                              | Note                                                                              |
| --------------------------------------------------------------------------------- | --------------------------------------------------------------------------------- | --------------------------------------------------------------------------------- | --------------------------------------------------------------------------------- | --------------------------------------------------------------------------------- | --------------------------------------------------------------------------------- | --------------------------------------------------------------------------------- | --------------------------------------------------------------------------------- |
| 9-9-2023                                                                          | Skopje                                                                            | Macedonia del Nord                                                                | 1 – 1                                                                             | Italia                                                                            | Qual. Euro 2024                                                                   | -                                                                                 | 90+1’                                                                             |
| 17-10-2023                                                                        | Strumica                                                                          | Macedonia del Nord                                                                | 3 – 1                                                                             | Armenia                                                                           | Amichevole                                                                        | -                                                                                 |                                                                                   |
| 22-3-2024                                                                         | Boztepe                                                                           | Macedonia del Nord                                                                | 1 – 1                                                                             | Moldavia                                                                          | Amichevole                                                                        | -                                                                                 | 89’                                                                               |
| 10-6-2024                                                                         | Hradec Králové                                                                    | Rep. Ceca                                                                         | 2 – 1                                                                             | Macedonia del Nord                                                                | Amichevole                                                                        | -                                                                                 | 90’                                                                               |
| 7-9-2024                                                                          | Tórshavn                                                                          | Fær Øer                                                                           | 1 – 1                                                                             | Macedonia del Nord                                                                | UEFA Nations League 2024-2025 - 1º turno                                          | -                                                                                 | 8’ 46’                                                                            |
| Totale                                                                            |                                                                                   | Presenze                                                                          | 5                                                                                 |                                                                                   | Reti                                                                              | 0                                                                                 |                                                                                   |